# Jean Eyeghe Ndong

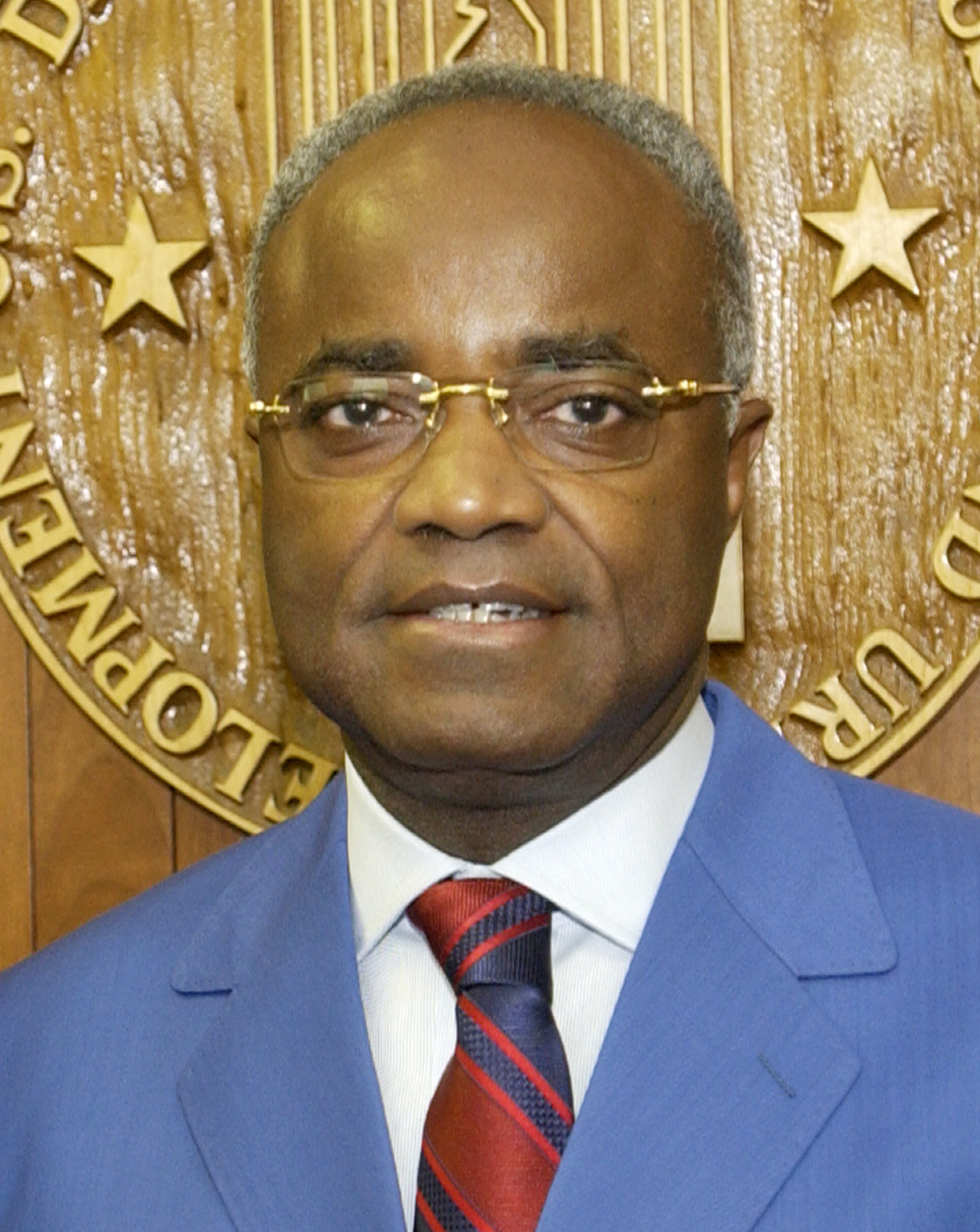
Jean Eyeghe Ndong

Jean Eyeghe Ndong (* 12. Februar 1946) war bis zum 17. Juli 2009 Premierminister von Gabun. Er ist Mitglied der Parti Démocratique Gabonais (PDG).
Ndong hatte am 20. Januar 2006 die Nachfolge von Jean-François Ntoutoume Emane angetreten. Er war von Staatspräsident Omar Bongo nach dessen Wiederwahl im Dezember 2005 eingesetzt worden. Ndong ist inzwischen aus der Regierungspartei ausgetreten und in der Opposition gegen Ali Bongo. Im November 2011 rief er zum Boykott der umstrittenen Parlamentswahl in Gabun 2011 auf, die erwartungsgemäß mit einem überwältigenden Sieg der Regierungspartei endeten.